# Comté de Lac La Biche
Le comté de Lac La Biche est un comté situé dans le Nord de la province de l'Alberta au Canada.
Le comté de Lac La Biche a été constitué en 1998 avec le regroupement de l'ancien comté de Lakeland et du district de Bonnyville. En 2007, le comté absorde la ville de Lac La Biche et prend le nom de cette ville.
La région fut autrefois un carrefour important géographique et de dépôt d'approvisionnement pour les trappeurs Canadiens-français et Métis.
En 1853, la Mission catholique du Lac La Biche a été officiellement créée. Elle est une des premières missions installées en Alberta.
La population était essentiellement canadienne-française et métisse. Puis à la fin du XIXe siècle, des immigrés russes et d'Europe orientale vinrent également s'installer en ce lieu.
Le comté de Lac La Biche reste un des foyers franco-albertains avec la ville de Lac La Biche et le village de Plamondon.
Le comté comptait 9123 habitants au recensement de la population de 2006 en diminution car elle ne compte plus que 8330 habitants en 2016.

## Démographie
| 2011  | 2016  |
| ----- | ----- |
| 8 402 | 8 330 |

## Communautés et localités
Hameaux
- Beaver Lake
- Hylo
- Lac La Biche
- Plamondon
- Venice

Localités
- Avenir
- Barnegat
- Behan
- Bone Town
- Brièreville
- Craigend
- Deer Ridge Park Subdivision
- Elinor Lake Subdivision
- Fork Lake
- Helina
- Imperial Mills
- Lac La Biche Mission
- Lakeview Estates
- Margie
- Mile West Trailer Park
- Noral
- Normandeau
- Owl River
- Pelican Portage
- Philomena
- Pine Lane Trailer Court
- Pitlochrie
- Rich Lake
- Rossian ou Russian Colony
- Snug Cove
- Sunset Bay
- Tweedie